# 明安 (兀鲁特部)
明安（转写：Minggan），博尔济吉特氏（黄金家族后裔），蒙古科尔沁兀鲁特部贝勒。天命七年间归顺后金，初隶蒙古正黄旗，后改隶满洲正黄旗。
《清史稿·明安传》中，将他与另一位明安贝勒（明安老人，努尔哈赤岳父）混淆，误为一人。

## 生平
天命七年（1622年）二月，明安贝勒与其他贝勒带领家眷、部众，脱离察哈尔部，至广宁（今辽宁省北镇市），归顺后金。努尔哈赤授任他三等总兵官，掌管兀鲁特蒙古一旗。
天聪三年（1629年），明安与固山额真武讷格、额驸恩格德尔等征讨察哈尔部，收降二千户。天聪五年（1631年），明安随同从皇太极伐明，围大凌河城。明总兵祖大寿出战，明安与固山额真和硕图等夹击，祖大寿大败。后金军伪装成为明朝援兵的样子，诱使祖大寿再度出城迎战，明安与两翼固山齐进奋击，祖大寿走投无路，寻率众降，明安以此得优赉。天聪六年（1633年），从皇太极征讨察哈尔部。班师后，被发现隐秘蒙古战俘，被议处夺取世职，皇太极命罚款赎罪。后又因多有违令，私占俘获，以官牛与所属，罢蒙古旗，俱散隶诸贝勒所领牛录，明安改隶满洲正黄旗。天聪八年（1635年），改授三等昂邦章京。顺治初年，进封二等伯。不久，明安去世，谥忠顺。雍正年间，追进一等侯，加封号恭诚。

## 家族
- 明安有子昂洪、多尔济、绰尔济、纳穆生格（第五子）；朗素，其孙一等侯马兰泰。
- 族亲正蓝旗满洲、二等子索諾穆（又瑣諾木），系嘉慶元年（1796年）丙辰科进士、道光朝刑部尚書鄂山家族始祖。

## 备注
1. ↑  “明安”在蒙古语、满语中意为“千”。

## 延伸阅读
[在维基数据编辑]
 《清史稿·卷229》，出自趙爾巽《清史稿》